# Трилбі

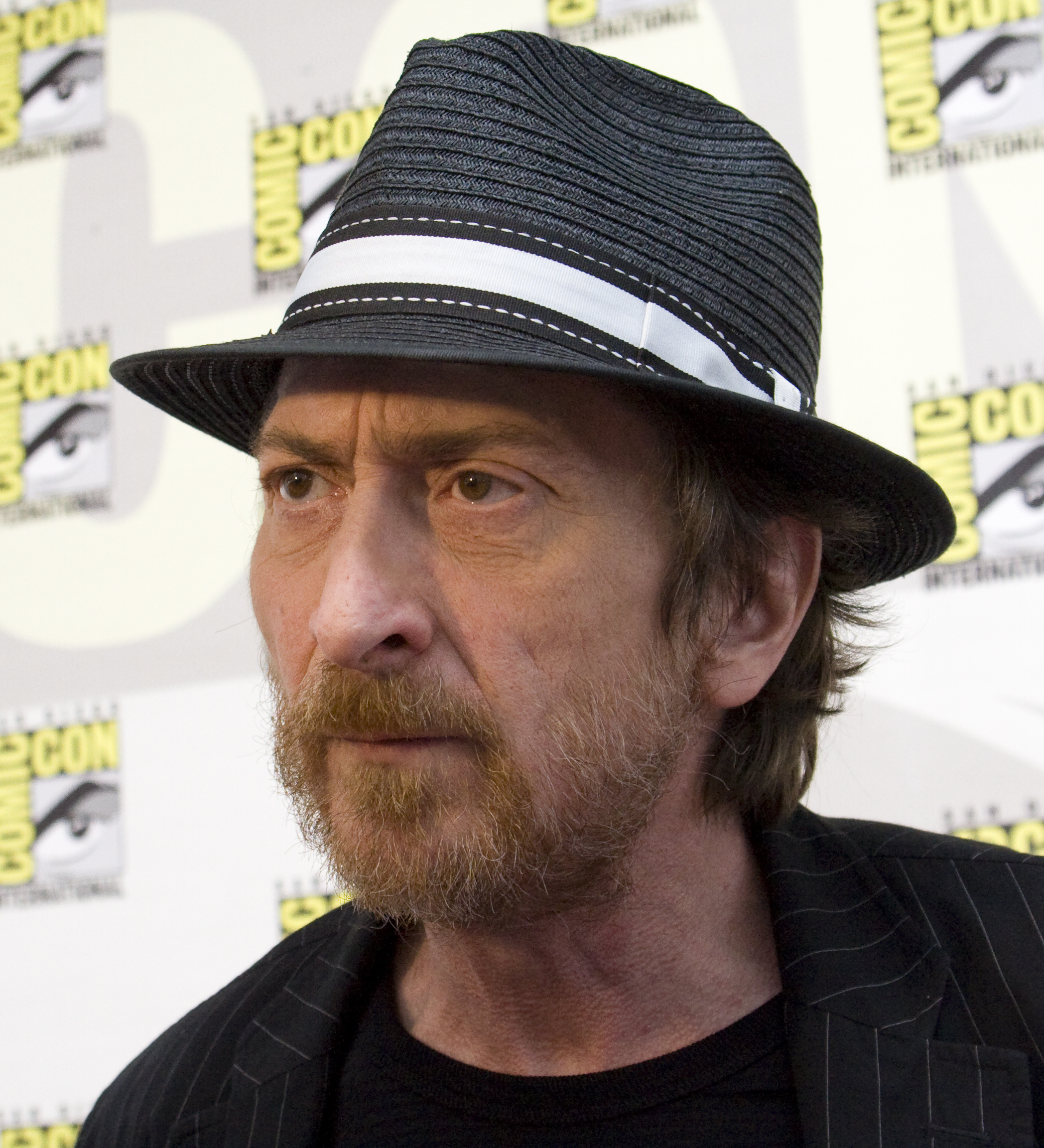
Френк Міллер у трилбі.

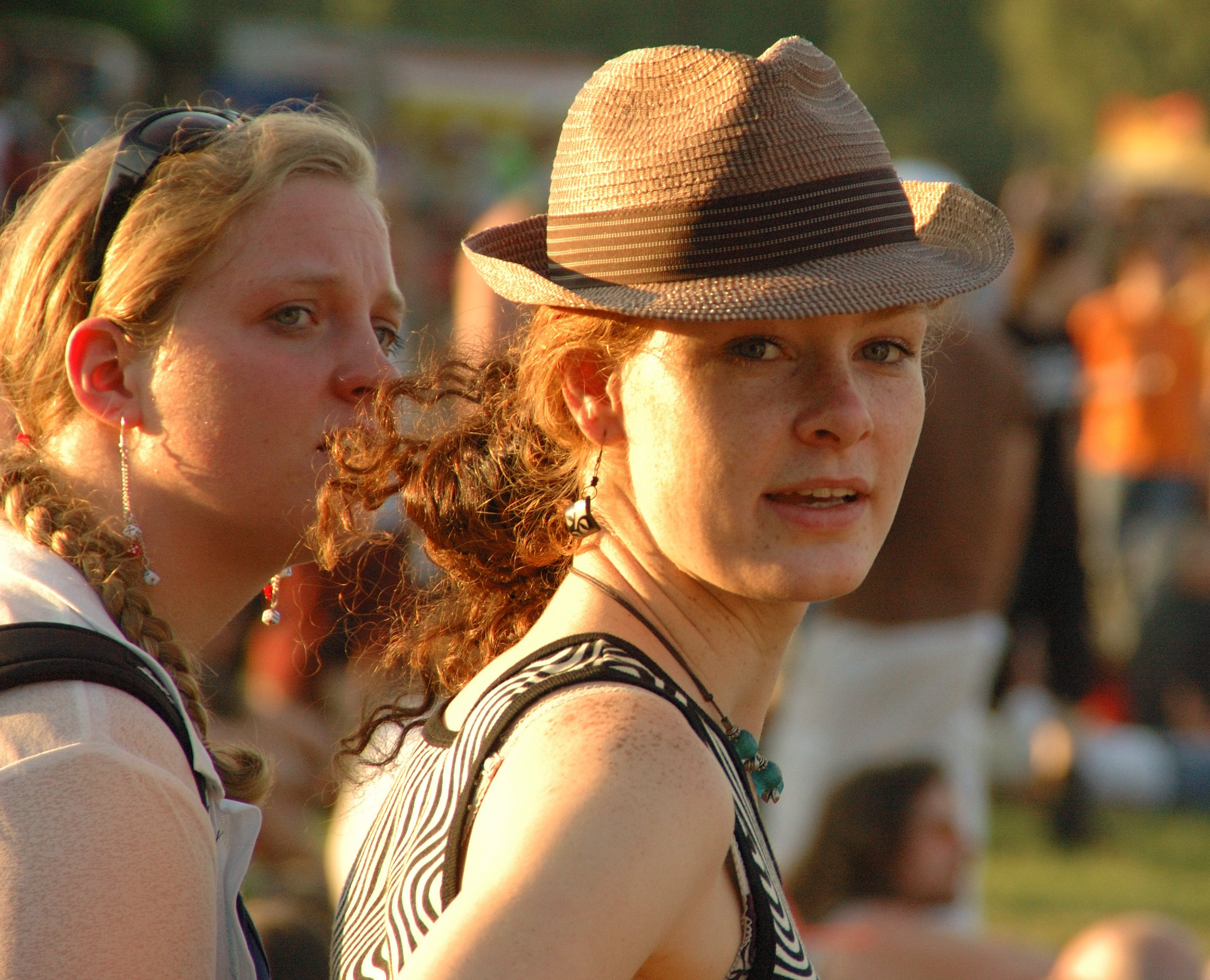
Жіночий варіант трилбі.

Три́лбі (англ. trilby, trilby hat) — тип фетрового капелюха, елемент як чоловічого, так і жіночого гардеробу. Первісно був головним убором аристократії. У Британії з 1920-х він стає неодмінною складовою костюму відвідувача скачок.
Як і федора, трилбі має поздовжній залом і ум'ятини на наголовку, але відрізняється від неї нижчим наголовком, вужчими крисами й невеличкими розмірами бічних ум'ятин. Первісно трилбі виготовляли з кролячого фетру, зараз використовують інші матеріали, такі як твід, солома, вовна (іноді у суміші з нейлоном).
Назву цьому типу капелюха дала театральна постановка роману «Трільбі» письменника Джорджа дю Мор'є: на її прем'єрі в Лондоні у 1895 році один з акторів носив капелюх такої форми.
Піку популярності трилбі сягнув у 1960-х роках, чому сприяв його низький наголовок: автомобілістам було незручно носити високі головні убори у салоні американських автівок. У 1970-х він виходить з моди — разом з іншими типами чоловічих капелюхів, місце яких посідають високі зачіски.
Солом'яний варіант трилбі увійшов у моді на початку 1980-х років — його стали носити й жінки. Зараз трилбі, виготовлені з різних матеріалів, носять люди творчих професій: співаки, актори, моделі. Провідні доми мод включають їх до своїх колекцій.